# Prescription (médecine)
Pour les articles homonymes, voir Prescription et ℞.

Une ordonnance (fictive) en Rhénanie-Palatinat en 2008.

Dans l'exercice de la médecine, la prescription est l'acte par lequel un professionnel de la santé habilité ordonne des recommandations thérapeutiques auprès d'un patient. Traditionnellement, la prescription concerne l'application du plan thérapeutique proposé par un médecin, élaboré selon son diagnostic et les pratiques contemporaines de la médecine moderne. Lorsque la prescription met un jeu un autre membre du corps médical (radiologue, biologiste) ou un membre du corps pharmaceutique (pharmacien), celui-ci partage la responsabilité de la prescription avec le prescripteur. Les auxiliaires médicaux (infirmiers par exemple) ne sont pas responsables des prescriptions qui leur sont adressées. 
La prescription décline l'ensemble des actes de soins, thérapeutiques (médicamenteuses ou non), dispositifs médicaux, recommandations, et protocoles de soins qui sont adressés à un patient ou à un groupe de personnes. Dans le langage courant, la notion de prescription comme prescription d'un médicament[réf. nécessaire] est de plus en plus complétée par la prescription non médicamenteuse.
Dans la culture anglo-saxonne, le symbole « ℞ » peut désigner la prescription.

## Usages
La notion de prescription concerne plusieurs usages, tant dans le contexte de la pratique de la médecine, que dans un contexte de l'exercice légal de la médecine. Les définitions des usages peuvent être différentes en fonction des lois sur la santé, du code civil ou des lois des assurances spécifiques d'un pays.
D'une façon générale, la prescription concerne à la fois :
- le fait de valider et d'indiquer le besoin d'un moyen thérapeutique ou curatif (un médicament, un dispositif médical, des soins de santé annexes) ;
- le fait d'autoriser la dispensation d'un médicament pour un besoin thérapeutique, si la substance médicamenteuse est placée par les autorités sanitaires sur une liste de produits contrôlés, à accès et achat réglementés. Cette dispensation ne peut être effectuée que sous la responsabilité d'un pharmacien (sauf exception), qui est co-responsable avec le prescripteur des produits délivrés au patient, et qui doit vérifier le bien-fondé de la prescription ;
- le fait, selon les modalités du système de santé d'un pays, d'attester d'un besoin d'un moyen thérapeutique auprès d'une assurance maladie (pour déclencher un remboursement de frais médicaux par exemple) ;
- le fait de formaliser la délivrance de tous conseils ou actions thérapeutiques auprès d'un patient, dans le contexte de la relation d'un professionnel de santé - patient (relation médecin-patient).

## Contexte médico-légal et modalités
Dans le contexte du droit d'exercice de la médecine, le contenu de la prescription est une donnée médicale et fait partie des données de santé personnelles, à protéger. 
Le droit de prescription est réglementé pour les professionnels de la santé en fonction des lois relatives à la santé ou à l'exercice de la médecine dans un pays.
À titre d'exemple, en France, le droit de prescription pour un médecin, un dentiste, un vétérinaire, une sage-femme ou un infirmier est régi par le Code de la santé publique. Le code de déontologie médicale vise à éviter la surprescription :
« Dans les limites fixées par la loi et compte tenu des données acquises de la science, le médecin est libre de ses prescriptions qui seront celles qu'il estime les plus appropriées en la circonstance. Il doit, sans négliger son devoir d'assistance morale, limiter ses prescriptions et ses actes à ce qui est nécessaire à la qualité, à la sécurité et à l'efficacité des soins. Il doit tenir compte des avantages, des inconvénients et des conséquences des différentes investigations et thérapeutiques possibles. »
Concernant les vétérinaires, les sages-femmes ou les infirmiers, le Code de la santé publique détermine une  liste de dispositifs ou médicaments prescriptibles spécifiquement par ces professionnels. En outre, le droit de prescription de certains types de médicaments peut-être réservé à certaines spécialités médicales ou à un contexte spécifique (essai clinique, usage hospitalier exclusif, etc.). Dans ce contexte la prescription s'effectue selon certaines prérogatives[réf. nécessaire]. Aux États-Unis, le droit de prescription concerne par exemple le physician (médecin) et certaines professions paramédicales, y compris les docteurs en psychologie PhD enregistrés au titre d'un exercice médical.
La prescription est traditionnellement rédigée ou imprimée sur une ordonnance. Selon les lois relatives à la santé ou à l'exercice de la médecine en vigueur dans un pays, la forme de rédaction de la prescription (ou à venir la prescription électronique dans le cadre de la santé numérique émergente) peut être réglementée. 
De façon non exhaustive, la prescription médicamenteuse identifie généralement clairement le professionnel de santé prescripteur, y compris sa signature, la personne destinataire de la prescription, y compris certains renseignements de base (poids, âge, allergies, etc.), les produits prescrits (pour des médicaments : leurs formes galéniques, leurs dosages, leurs noms scientifiques (DCI) et éventuellement le nom de fantaisie ou de "spécialité", la date (voire heure) de la prescription, la durée des thérapeutiques et d'éventuelles mentions spécifiques au plan thérapeutique (par exemple : si nécessaire, en réserve, selon la douleur, etc.). Certaines mentions peuvent être abrégées selon une liste de termes normative. Par exemple, en France, l'ordonnance médicale, pour être valide, doit respecter certains critères spécifiques.
La prescription non médicamenteuse comporte des éléments d'activité physique, d'alimentation, de comportement, de procédures, de surveillance, d'éducation à la santé, d'histoire naturelle de la maladie.

## Prospective et évolutions dans le cadre de la santé numérique
Dans les pays riches, notamment en Europe, et dans le contexte du développement de la santé numérique apparaissent des expérimentations de Dossier médical personnel numérique, l'Europe teste des standards d'interopérabilité dans le cadre du Projet européen « Smart Open Services for european patients » (ou epSOS), lancé en 2008 pour développer un résumé patient ou “Patient Summary” et une forme de prescription électronique selon des standards transfrontaliers, visant à faciliter une éventuelle meilleure prise en charge de la mobilité des patients d'un pays à l'autre. Ces approches nécessitent de nouveaux moyens de protection des données de santé sensibles et personnelles.